# Saltos ornamentais nos Jogos Pan-Americanos de 1971
As competições de saltos ornamentais nos Jogos Pan-Americanos de 1971 foram realizadas em Cali, Colômbia. Esta foi a sexta edição do esporte nos Jogos Pan-Americanos. 

## Masculino

### Trampolim de 3 metros
| POSIÇÃO | ATLETA              |
| ------- | ------------------- |
|         | Mike Finneran (USA) |
|         | Craig Lincoln (USA) |
|         | José Robinson (MEX) |

### Plataforma de 10 metros
| POSIÇÃO | ATLETA               |
| ------- | -------------------- |
|         | Richard Earley (USA) |
|         | Richard Rydze (USA)  |
|         | Diego Henao (COL)    |

## Feminino

### Trampolim de 3 metros
| POSIÇÃO | ATLETA                     |
| ------- | -------------------------- |
|         | Elizabeth Carruthers (CAN) |
|         | Micki King (USA)           |
|         | Beverly Boys (CAN)         |

### Plataforma de 10 metros
| POSIÇÃO | ATLETA                |
| ------- | --------------------- |
|         | Nancy Robertson (CAN) |
|         | Beverly Boys (CAN)    |
|         | Deborah Lipman (USA)  |

## Quadro de medalhas
| Posição | Nação              |   |   |   | Total |
| ------- | ------------------ | - | - | - | ----- |
| 1       | USA Estados Unidos | 2 | 3 | 1 | 6     |
| 2       | CAN Canadá         | 2 | 1 | 1 | 4     |
| 3       | COL Colômbia       | 0 | 0 | 1 | 1     |
| 3       | MEX México         | 0 | 0 | 1 | 1     |
| Total   | Total              | 4 | 4 | 4 | 12    |